# Mezquita de Ajo
La mezquita de Ajo (en georgiano: ახოს ჯამე) es una mezquita congregacional ubicada en el pueblo de Ajo, parte del municipio de Keda de Ayaria, Georgia. Es la mezquita existente más antigua de Adjara, fechada en 1818. El edificio es conocido por sus esculturas decorativas de madera en la puerta y el minbar, una fusión de motivos otomanos y elementos de la arquitectura vernacular georgiana. Está inscrita en la lista de Monumentos culturales inamovibles de importancia nacional de Georgia.

## Historia
La mezquita de Ajo fue construida por el artesano laz Usta Hussein en 1817-1818, cuando la región era parte del Imperio otomano, y renovada en 1921-1922 como lo sugiere una piedra fundamental en la base del minarete. Después de un período de dominio soviético, la mezquita volvió a funcionar nuevamente en la década de 1990.

## Diseño
La mezquita es una estructura de madera de dos pisos, en planta rectangular y mide 8,8 x 9,3 m. El primer piso actúa como una bodega y el segundo piso es una sala de oración con dos niveles de ventanas. El edificio está cubierto con azulejos de cerámica. En el sur hay un mihrab con una inscripción árabe. La cúpula está adornada con pinturas al óleo, ahora dañadas y cubiertas con paneles de fibra de madera, y tiene una balaustrada que funciona como balcón. La sección inferior del minarete está hecha de mampostería seca y es lo que queda de un minarete más antiguo demolido en 1920; su reemplazo existente fue construido en la década de 1990. El púlpito, el minbar y la balaustrada del coro llevan incisos tallados de madera pintados en diferentes colores. El edificio está iluminado por varias ventanas cortadas en cada pared. La puerta de entrada, con su intrincada madera tallada, es una réplica moderna de la original que fue trasladada al Museo Estatal de Ayaria en Batumi durante el período soviético.